# Мастер Вышебродского алтаря

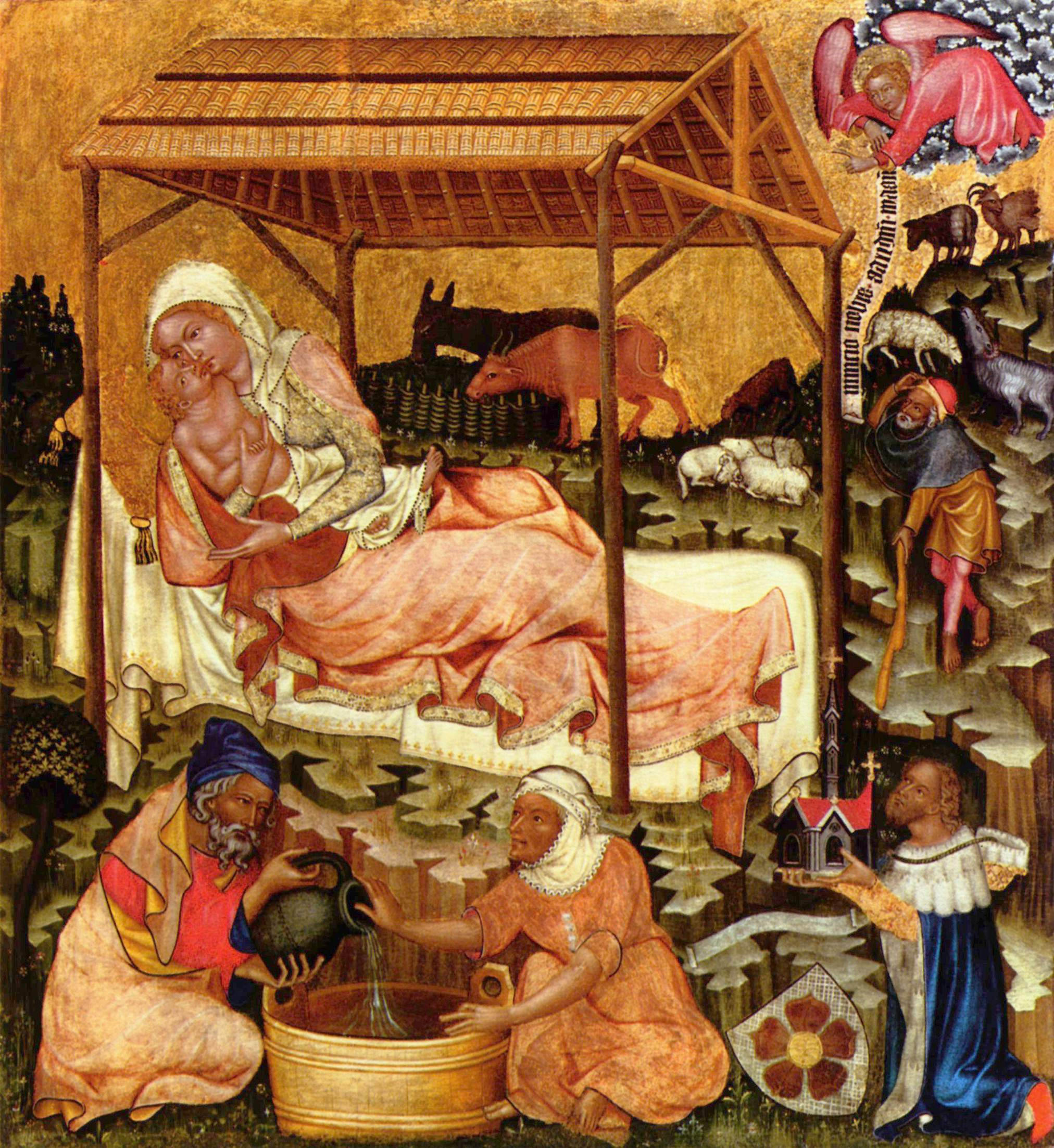
Сцена Рождества из Вышебродского алтаря

Мастер Вышебродского алтаря (чеш. Mistr vyšebrodského oltáře, нем. Meister von Hohenfurth) — принятое в искусствоведении именование неизвестного по имени чешского художника, работавшего в 1340-е — 1350-е годы.
Считается, что художник был уроженцем Праги; испытал влияние ранней итальянской живописи, прежде всего Джотто и Дуччо. Ему безоговорочно принадлежит 9 алтарных створок, изображающих сцены детства Христа и Страстей Христовых и выполненных для Вышебродского монастыря на юге Чехии (ныне в Национальной галерее в Праге). Алтарь признается одним из самых значительных памятников средневековой живописи. По признакам стиля Мастеру также приписывается ряд не связанных с алтарем живописных работ, в частности, «Мадонна из Вевержи».